# Мисников, Артём Владимирович
Артём Владимирович Мисников (род. 11 марта 2003, Могилёв) — российский хоккеист, нападающий. Мастер спорта России (2024).

## Биография
Уроженец Могилёва, младший брат Владислава Мисникова. В 2010 году, в возрасте 14 лет брат с отцом переехали в российский Санкт-Петербург; через год к ним присоединились Артём Мисников с матерью. Занимался в школах «Нева» (2011—2014), «Форвард» (2014—2016), «СКА-Серебряные львы» (2016—2019), «Динамо» (2019—2020). В 2020 году перешёл в нижегородское «Торпедо», из-за травмы играл в ЮХЛ. Сезон 2021/22 провёл в команде МХЛ «Чайка», в следующем сезоне также сыграл 12 матчей в ВХЛ за пензенский «Дизель» и два матча в феврале за «Торпедо» в КХЛ. Сезон 2023/24 начал в «Дизеле», в конце декабря расторг контракт и заключил двухлетнее соглашение с другим клубом ВХЛ «Югра» Ханты-Мансийск. 2 мая 2024 года в обмен на денежную компенсацию вернулся в «Торпедо». Начал сезон в «Торпедо-Горький» (ВХЛ), после четырёх матчей стал играть за «Торпедо».

## Достижения
В сезоне 2022/23 МХЛ — участник Игры всех звёзд, чемпион МХЛ; в Кубке Харламова — лучший игрок, ассистент (19), бомбардир (23), по показателю «плюс-минус» (+14).